# Paulchen Semmelmann
Paulchen Semmelmann ist eine deutsche Filmkomödie von 1916 innerhalb der Stummfilmreihe Paulchen. Hauptdarsteller ist Paul Heidemann.

## Handlung
Paulchen und Lieschen unternehmen einen Suizidversuch mittels Zigarre.

## Hintergrund
Der von Oliver Film produzierte Stummfilm hat eine Länge von vier Akten. Paulchen Semmelmann wurde von der Polizei Berlin unter der Nummer 39519 mit einem Jugendverbot belegt.
Eine Aufführung ist belegt für die U.T. (Union-Theater) Lichtspiele in Dresden, Waisenhausstraße 22, dort wurde der Film am 30. September 1916 gezeigt.